# Luxor (відеогра)
Luxor — серія казуальних відеоігор-головоломок в жанрі «три в ряд», розроблених і виданих компанією MumboJumbo, з початковим релізом у 2005 році. Першим продовженням цієї гри стала Luxor: Amun Rising, яка вийшла у 2005 році, а потім Luxor 2, яка вийшла у 2006 році та містила новий геймплей, рівні та бонуси. Після цього вийшла Luxor 3, яка мала сім ігрових режимів і покращену графіку. Після неї вийшла Luxor: Quest for the Afterlife.

## Геймплей
Ігровий процес Luxor схожий на Puzz Loop та Zuma. Користувач знищує кольорові магічні сфери, змушуючи зіткнутися три або більше сфер одного кольору. Коли сфери знищуються, сусідні сфери, які тепер утворюють сегмент з трьох або більше сфер того ж кольору, також вибухають в ланцюговій реакції.
Під час гри екранні сфери безперервно рухаються вперед, підштовхувані додатковими маленькими скарабеями. Якщо будь-яка сфера досягає піраміди гравця, гравець втрачає життя і змушений починати рівень заново. Якщо гравцеві вдається усунути певну кількість сфер, і цього не відбувається, нові сфери перестають надходити, і рівень можна завершити, прибравши ті, що залишилися.
Такі бонуси, як Вогняна куля, з'являються, якщо гравцеві вдається зіграти три матчі поспіль.

## Ігри
| Назва                          | Рік випуску | HD version | Версія для консолей | Портативна версія | Мобільна версія        |
| ------------------------------ | ----------- | ---------- | ------------------- | ----------------- | ---------------------- |
| Luxor                          | 2005        |            |                     | Nintendo DS       | BREW, J2ME iOS Android |
| Luxor 2                        | 2006        |            | XBLA PS2, Wii       | PSP               | iOS, Android           |
| Luxor 3                        | 2007        |            | Nintendo Wii        |                   |                        |
| Luxor 5th Passage              | 2010        |            |                     |                   |                        |
| Luxor Evolved                  | 2012        |            |                     |                   | iOS                    |
| Luxor: Adventures              | 2009        |            |                     |                   |                        |
| Luxor: Amun Rising             | 2005        |            |                     | PSP               | iOS, Android           |
| Luxor: Mahjong                 | 2006        |            |                     |                   |                        |
| Luxor: Quest for the Afterlife | 2008        |            |                     |                   |                        |

## Скарги
Після того, як конкуренти Codeminion випустили гру StoneLoops! of Jurassica для iPhone, MumboJumbo надіслали скаргу в Apple з проханням видалити гру з Apple App Store. На думку MumboJumbo, гра має багато спільного з серією ігор Luxor, що може заплутати покупців. Apple прийняла скаргу і гру було видалено.

## Виноски
1. ↑  Розробник основних ігор серії
2. ↑  Розробник гри Luxor 5th Passage
3. ↑  Luxor HD, Luxor Amun Rising HD та Luxor 2 HD у Xbox Live тільки на Windows 11
4. ↑  З підзаголовком The Wrath of Set
5. ↑  Тільки Luxor HD, Luxor: Amun Rising HD та Luxor 2 HD